# Steven the Sword Fighter (Steven Universe)
Steven the Sword Fighter é o décimo sexto episódio da primeira temporada da série de animação americana Steven Universe. Originalmente exibido no Cartoon Network em 9 de abril de 2014, o episódio foi dirigido por Ki-Yong Bae, Seon-Jae Lee, Seo Whan Kim, Elle Michalka e Ian Jones-Quartey e foi escrito e encenado (storyboard) por Joe Johnston e Jeff Liu. 
Foi o primeiro novo episódio a ser exibido no novo horário de quarta-feira da série. O pianista Aivi Tran e o designer de som Steven Velema, do grupo musical Aivi & Surasshu compuseram uma das trilhas sonoras do episódio para se assemelhar à natureza "quebrada de fac-símile" da Holo-Pérola. O episódio foi visto por 1.098 milhões de telespectadores, tornando-se o trigésimo sexto episódio mais visto pela rede na semana de 7 de abril a 13 de abril de 2014.
O episódio mostra Pérola tentando ensinar a Steven a arte de lutar com espadas usando a Holo-Pérola, uma versão holográfica de si mesma. No entanto, durante as aulas, Pérola é perfurada pela espada e acaba sendo poofada, se regenerando no final do episódio com uma nova roupa.

## Enredo
Enquanto Steven, Garnet, Ametista e Pérola assistem ao filme fictício "Lonely Blade", Pérola critica as técnicas de luta de espadas do filme e se oferece para dar a Steven uma demonstração adequada. Em sua arena, Pérola invoca a "Holo-Pérola", uma versão holográfica de si mesma para lutar. Depois que Pérola vence uma luta com a Holo-Pérola, ela começa a mostrar a Steven os fundamentos da luta com espadas. No entanto, as aulas de Pérola continham Steven, fazendo-o clamar por Pérola para ensinar-lhe o movimento de assinatura do filme "Lonely Blade", para o desgosto de Pérola. Enquanto Pérola está distraída conversando com Steven, Holo-Pérola perfura Pérola com sua espada, o que faz com que ela perca sua forma física, deixando nada além de sua gem. Embora Steven esteja perturbado, Garnet e Ametista asseguram que Pérola simplesmente recuou para sua gem e retornará, projetando um novo corpo, uma vez que ela tenha se curado.
Duas semanas se passam, e Pérola ainda está se regenerando dentro de sua gem. Steven decide usar a Holo-Pérola como substituta da verdadeiro Pérola. No entanto, a Holo-Pérola só sabe lutar com espada, vendo tudo como um adversário em potencial. Garnet e Ametista pedem que Steven pare de usá-la e espere a verdadeira Pérola voltar. Depois que Holo-Pérola corta a árvore favorita da verdadeira Pérola, Steven fica furioso e tenta afastá-la.
Mais tarde naquela noite, Holo-Pérola continua a pedir a Steven para ser desafiado em combate, embora ele se recuse repetidamente. Eventualmente, Steven fica cansado e luta contra a Holo-Pérola, acidentalmente ativando seu modo "avançado". Depois de uma luta intensa, Steven é capaz de destruir Holo-Pérola permanentemente. Garnet e Ametista ouvem a comoção e procuram Steven, e enquanto ele explica o que aprendeu, Pérola finalmente se regenera com uma nova roupa e enfrenta a bagunça deixada pelo que aconteceu recentemente.

## Elenco
- Zach Callison como Steven Universo
- Deedee Magno Hall como Pérola / Holo-Pérola
- Michaela Dietz como Ametista
- Estelle como Garnet
- Dee Bradley Baker como Leão (cameo)

## Produção
Uma prévia do episódio foi compartilhada no dia 9 de abril de 2014, com Johnston anunciando o episódio no blog de produção da série no dia seguinte, logo após a promoção do novo horário da quarta-feira. Além disso, várias peças promocionais foram publicadas por ele. Rebecca Sugar e a estilista de cores Tiffany Ford, incentivaram seguidores a assistir. Um painel do storyboard também foi promovido, antes de vários adereços de animação e arte de fundo serem lançados antes e depois de sua estreia; os adereços de animação indicam que o episódio foi produzido em décimo terceiro em ordem de produção.